# Василиан (Петрович)
Епископ Василиан (серб. Епископ Василијан, в миру Василий Петрович, серб. Василије Петровић; 1 (14) января 1820, Тимишоара — 18 января 1891, Нови-Сад) — епископ Карловацкой патриархии, епископ Бачский.

## Биография
Окончил гимназию в Темишоаре. Затем учился на философском и юридическом факультетах Будапештского университета, после чего окончил духовную семинарию в Сремских Карловцах.
После принятия монашества поставлен консисториальным сотрудником в Темишваре.
В 1866 году возведён в сан архимандрита и назначен настоятелем Монастыря Хопово, а затем настоятелем Монастыря Беочин.
Когда епископ Бачский Герман (Анджелич) был избран Патриархом Сербским, архимандрит Василиан был назначен сначала администратором Бачской епархии, а 12 июля 1882 года — хиротонисан во епископа Бачского.
После смерти Патриарха Германа, епископ Василиан, как ближайший епископ к Сремским Карловцам, был поставлен администратором Карловацкой митрополии. На этой должности оставался до проведения им юбилейных торжеств по случаю 500-летия битвы на Косовом поле.
Празднование было запрещено австро-венгерскими властями на всей территории государства. Не желая конфликтовать с властями, епископ Василиан, как администратор Митрополии, не принял участия в этом праздновании, которое, несмотря на запрет, состоялось в Монастыре Врдник, из-за чего подвергся нападению и осуждению.
Скончался в Нови-Саде между 17 и 18 января 1891 года.